# Salah Abdel Maksud
Salah Abdel Maksud (arabisch صلاح عبد المقصود, DMG Ṣalāh ʿAbd al-Maqṣūd, * 1958) amtiert seit dem 2. August 2012 als Informationsminister von Ägypten.
Maksud wurde 1958 geboren und schloss 1980 ein Journalismus-Studium ab. Seit 1979 arbeitet er als Journalist. Während seiner Laufbahn war er Chefredakteur verschiedener islamisch geprägter Zeitschriften.
Maksud ist Mitglied des Kabinetts von Hescham Kandil. Er gehört der Freiheits- und Gerechtigkeitspartei, sowie den Muslimbrüdern an.